# Stimmhafter retroflexer Flap
Lautliche und orthographische Realisierung des stimmhaften retroflexen Flaps in verschiedenen Sprachen:
- Hindi: ड़ (unaspiriert), ढ़ (aspiriert)
- Urdu: ڑ
- Hausa: r
- Paschtunisch: ړ